# 常州府文廟
常州府文廟（じょうしゅうふぶんびょう）は、中華人民共和国江蘇省常州市鐘楼区西横街常州市第二中学校に位置する孔子廟。

## 歴史
常州府文廟は五代に建立された。北宋の太平興国4年（979年）、現在地に移転した。清の光緒二年（1876年）大成門・明倫堂を再建した。1993年、尊経閣を増築した。

## 建築物
大成門、明倫堂、尊経閣